# Michaił Niestierow

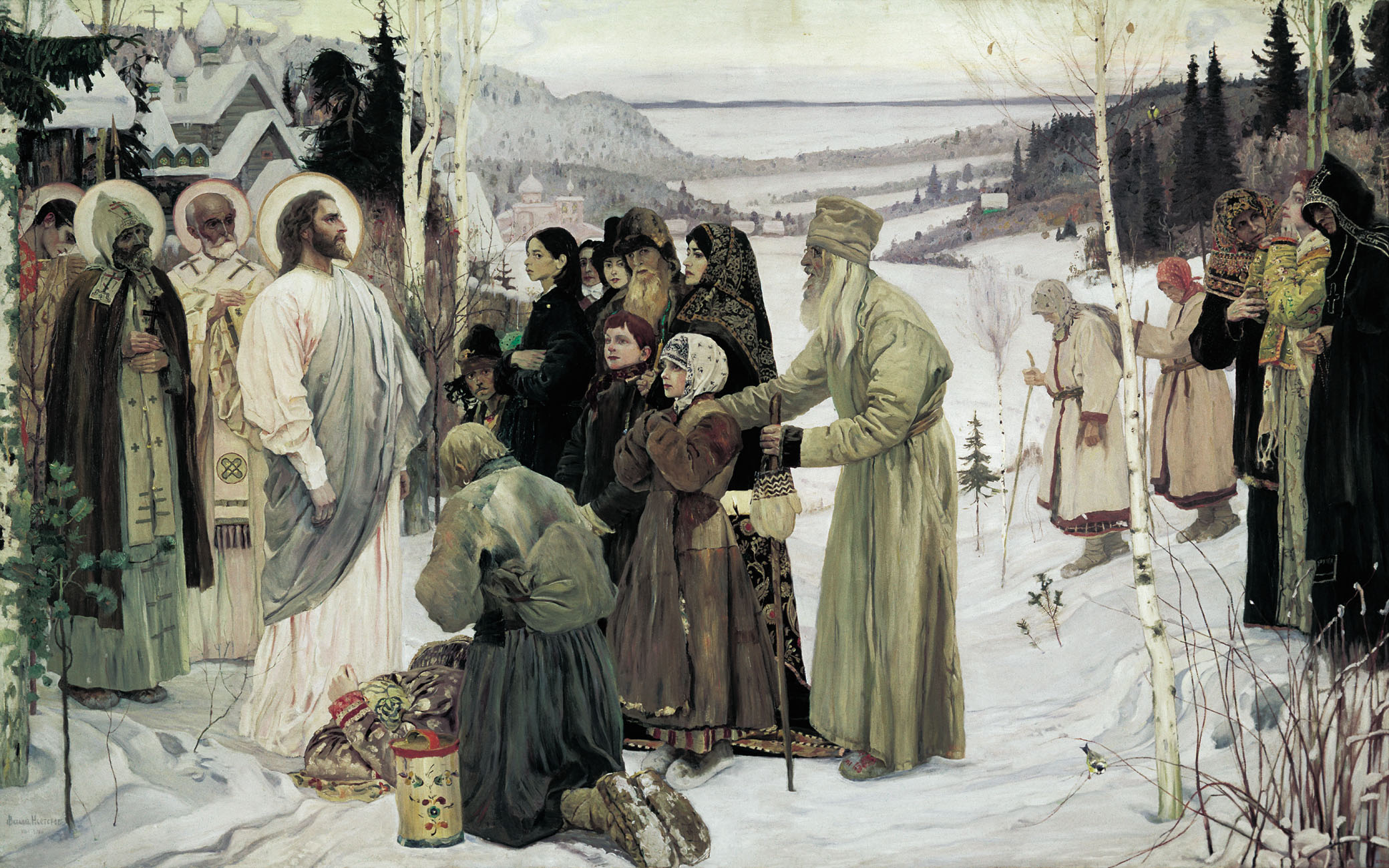
Święta Ruś (1905), zbiory Państwowego Muzeum Rosyjskiego w Sankt Petersburgu

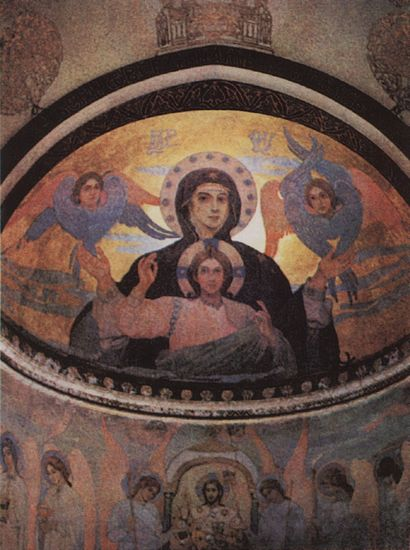
Fresk Michaiła Niestierowa w kościele Akhali Zarzma („Nowa Zarzma”) w Abastumani (Gruzja) powstały między 1902 a 1904 rokiem

Michaił Wasiliewicz Niestierow, ros. Михаил Васильевич Нестеров (ur. 19 maja?/31 maja 1862 w Ufie, zm. 18 października 1942 w Moskwie) – rosyjski malarz, członek grupy „Pieredwiżników”.

## Życiorys
Pochodził z kupieckiej rodziny. Już podczas nauki w gimnazjum zajmował się malarstwem. Po maturze 1874 przeniósł się do Moskwy. W latach 1877–1881 i 1884–1886 studiował w Moskiewskiej Szkole Malarstwa, Rzeźby i Architektury u Wasilija Pierowa, Aleksieja Sawrasowa i Iłłariona Prianisznikowa. W latach 1881–1884 studiował w Cesarskiej Akademii Sztuk Pięknych w Petersburgu u Pawła Czistiakowa. Latem 1885 roku wbrew woli rodziców Niestierowa, jego żoną została Maria Marty-novskaya (1862-1886). W maju 1886 urodziła się im córka Olga, żona zmarła podczas porodu. Od roku 1889 uczestniczył w akcjach Pieriedwiżników, w 1896 roku został członkiem tego ugrupowania. Początkowo zajmował się głównie malarstwem pejzażowym, stopniowo w jego twórczości zaczęły się pojawiać motywy religijne, co doprowadziło do konfliktów z Pieriedwiżnikami. W latach 1890–1910 przebywał w Kijowie i Petersburgu. W tym czasie stworzył freski w Soborze świętego Włodzimierza w Kijowie, w Soborze Zmartwychwstania Pańskiego w Petersburgu i w kościele „Nowa Zarzma” (Akhali Zarzma) w Gruzji. Tworzył również ikony. Po rewolucji październikowej tworzył głównie malarstwo portretowe. Uwieczniał m.in. intelektualistów rosyjskich, których władze bolszewickie wydaliły później z kraju „Statkiem filozofów” w 1922 roku. W 1938 roku sam został na krótko aresztowany – spędził dwa tygodnie w więzieniu na Butyrkach. Jednak po rehabilitacji, w 1941 został laureatem Nagrody Stalinowskiej. Najwięcej dzieł Nestierowa znajduje się w kolekcjach Państwowego Muzeum Rosyjskiego w Petersburgu, w moskiewskiej Galerii Trietiakowskiej, część w zbiorach prywatnych.

## Wybrane dzieła
- Pustelnik (Пустынник) (1889)
- Widzenie chłopca Bartłomieja (Видение отроку Варфоломею) (1889)
- Z biciem dzwonów (Под благовест) (1895)
- W górach (На горах) (1896)
- Dzieła świętego Sergiusza (Труды преподобного Сергия) (1896)
- Młodość świętego Sergiusza (Юность преподобного Сергия) (1897)
- Wielkie postrzyżyny (Великий постриг) (1897)
- Portret E.P. Nestierowej (Е. П. Нестерова) (1905)
- Święta Ruś (Святая Русь) (1905)[1]
- Na Rusi (На Руси) (1914-1916)
- Filozofowie Pawieł Fłorienski i Siergiej Bułgakow (Философы) (1917)
- Portret Iwana Pawłowa (Портрет И.П. Павлова) (1935)
- Jesień na wsi (Осень в деревне) (1942)